# (10513) Mackie
(10513) Mackie est un objet de la ceinture principale extérieure de 18,324 km de diamètre découvert en 1989.

## Description
(10513) Mackie a été découvert le 2 octobre 1989 à l'observatoire de La Silla, au Chili, par Henri Debehogne.

### Caractéristiques orbitales
L'orbite de cet astéroïde est caractérisée par un demi-grand axe de 3,22 ua, un périhélie de 2,99 ua, une excentricité de 0,07 et une inclinaison de 24,36° par rapport à l'écliptique. Du fait de ces caractéristiques, à savoir un demi-grand axe entre 3,2 et 4,6 ua, il est classé, selon la JPL Small-Body Database, comme objet de la ceinture principale extérieure.

### Caractéristiques physiques
(10513) Mackie a une magnitude absolue (H) de 11,6 et un albédo estimé à 0,132, ce qui permet de calculer un diamètre de 18,324 km. Ces résultats ont été obtenus grâce aux observations du Wide-Field Infrared Survey Explorer (WISE), un télescope spatial américain mis en orbite en 2009 et observant l'ensemble du ciel dans l'infrarouge, et publiés en 2011 dans un article présentant les premiers résultats concernant les astéroïdes de la ceinture principale.